# Змајур
Змајур (лат. Malpolon insignitus) је врста змије која припада фамилији Psammophiidae. Ова змија је полуотровница али није опасна за људе. На Балканском полуострву позната је и под именом црнострик и малполон. 
Познате су двије подврсте змајура Malpolon insignitus:
- Malpolon insignitus insignitus (GEOFFROY SAINT-HILAIRE 1809)
- Malpolon insignitus fuscus (FLEISCHMANN 1831)

Ове подврсте се раѕликују по броју крљушти дуж средње линије леђа M. i. insignitus има 19 (ријетко 17), док M. i. fuscus има 17.
Локалне босанскохерцеговачке популације змајура припадају подврсти M. i. fuscus.

## Опис
Змајур је велика, снажна, веома витка, покретна и брза змија. Просјечна дужина змајура је 170 центиметара али може да нарасте и до 230 центиметара. Женке су мање и не прелазе 140 центиметара дужине. Просјечна тежина одрасле јединке је 3 килограма. 
Њена глава је уска и није јасно одвојена од тијела. Изнад великих очију са округлим зјеницаманалазе се специфичне изражене љуске које јој дају „опасан изглед”. Фронтална љуска на глави је издужена и удубљена. Између очију и носница имају назалне жлијезде и луче секрет липидне природе. Тај секрет змији премазује тијело и прави танки филм на површини коже. Тај филм јој помаже да би сачувала што више воде у њеном природном станишту а то су сухи и освјетљени предјели. Уједино секрет служи и за обиљежавање територије. Отровни зуби змајура су смјештени страга у горњој чељусти, најчешће у разини ока. То значи да он свој отров испушта искључиво у плијен приликом гутања док обичан угриз не и није опасан за људе. 
Змајур је најчешће једнобојан, од блиједо до тамно сиве, маслинаст, црн или смећкаст. Понекад јединке имају раштркане слијетле или тамне мрље по леђима. На бочним странама тијела, посебно код женки, имају тамне тачке с бијелим обрубом. И младунци се разликују од одраслих јединки. Тако они имају тамни ресаст узорак на глави и тамне мрље на леђима. Трбух је жућкаст с црним узорцима или беж.

## Распрострањење
Змајур је широко распрострањен и присутан је у сјеверној Африци, јужној Европи, Кавказу и у западној Азији. Настањује простор од Истре, Далмације и јужне Херцеговине, као и већи дио јужног Балкана који укључује Албанију, источну Македонију, већину Гршке и на југу Бугарске.
У Босни и Херцеговини је релативно честа врста али је слабо изражена. 

## Станиште
Змајур је прилагодљива змија. Настаљује осунчана станишта с биљним или каменитим покровом, грмовиту вегетацију попут макије и гарига. Живи и на пољопривредним површинама, обалама ријека и отвореним шумама. У Босни и Херцеговини се може наћи у медитераском и субмедитеранском дијелу земље, углавном на мањим надморским висинама. 

## Биологија
Змајур је веома брза змија, једна је од најбржих европских змија уз шилца.
Углавном је активна дању, осим за вријеме врелих дана када излази током сумрака. Плијен лови угавном видом. Проучава околину усправљајући предњи дио тијела попут кобри, нарочито када је угрожена а неможе да побјегне. Јако гласно сикће. Приликом руковања је агресивна и гризе. У опасности најчешће бјежи. Веома је брза, окретна и добро види. Плијен убија својим отровом, који је неотрован за људе. Ујед је ипак неугодан за људе. Јавља се црвенило, мањи оток, укоченост, понекад повишена тјелесна температура и бол. Ове посљедице убризгавања отрова најчешће нестају у року од пар сати. Храни се гуштерима, птицама, малим сисарима, корњачама, великим инсектима, али и другим змијама. Може и да плива.
Змајур је активан од фебруара до новембра у већини подручја које настањује. Пари се у априлу и мају. Током парења мужјаци лове али се не хране, већ плијен дају женки. Ако женка прихвати понуђену храну то удварање се наставља још неко вријеме прије парења. Ово је јединствено у свијету змија и за сада је познато да се само змајур тако понаша. Након парења женка полаже од 4 до 20 издужених јаја у јулу и августу. Најчешће их полаже испод увелог лишћа, на влажно тло, у пукотинама дрвећа, камења, пањевима, брлозима глодара и сл. 
Млади змајура су дуги од 20 до 35 центиметара. Излежу се за око два мјесеца од полагања јаја. Полну зрелост достижу у року од 3 до 5 година. У дивљини могу живјети и до 25 година.

## Етнологија
У неким руралним срединама Балкана змајур се не убија јер се вјерује да штити кућу од поскока.

## Угроженост и заштита
Према ИУЦН-у има статус најмање забрињавајуће врсте (ЛЦ) због велике просторне распрострањености и релативно бројне популације. Ипак, у појединим стаништима је угрожен дјеловањем човјека. Наведена је у Анексу III Бернске конвенције као заштићена врста. Змајур је заштићена дивља врста према Уредби о строго заштићеним и заштићеним дивљим врстама (Службени гласник Републике Српске, бр. 65/22)
У Босни и Херцеговини је ово недовољно истражена врста. Посебно недостају детаљније информације о распрострањености и бројности популације змајура на подручју земље и због тога се не може у потпуности извршити процјена угрожености врсте.